# 大日本技研
株式会社大日本技研（だいにほんぎけん）は、東京都三鷹市に本社をおく造形・ガレージキットメーカー。
京都府において鬼紋工房名義で活動を開始、漫画家士郎正宗デザインの銃器を立体化した事から、士郎の作品中に登場する架空の企業名である大日本技研の使用を許諾され現在に至る。
主にオリジナルデザインの銃器をレジンキャスト製のキットとして開発・販売している。
コミック・アニメーション・ゲームソフトへの立体資料提供、企業プレゼンテーション用の試作品製作も行っている。
2007年頃よりRCロボットの開発・販売も行っている。